# Parramatta
Parramatta är ett område i Sydney, grundat av britterna 1788 som deportationsort 18 kilometer västnordväst om Sydney, under namnet Rose Hill (eller Rosehill). Senare kom en förort till Parramatta att överta det namnet. Idag är Parramatta ett affärsområde. Dess järnvägsstation är en viktig knutpunkt.

## Referenser

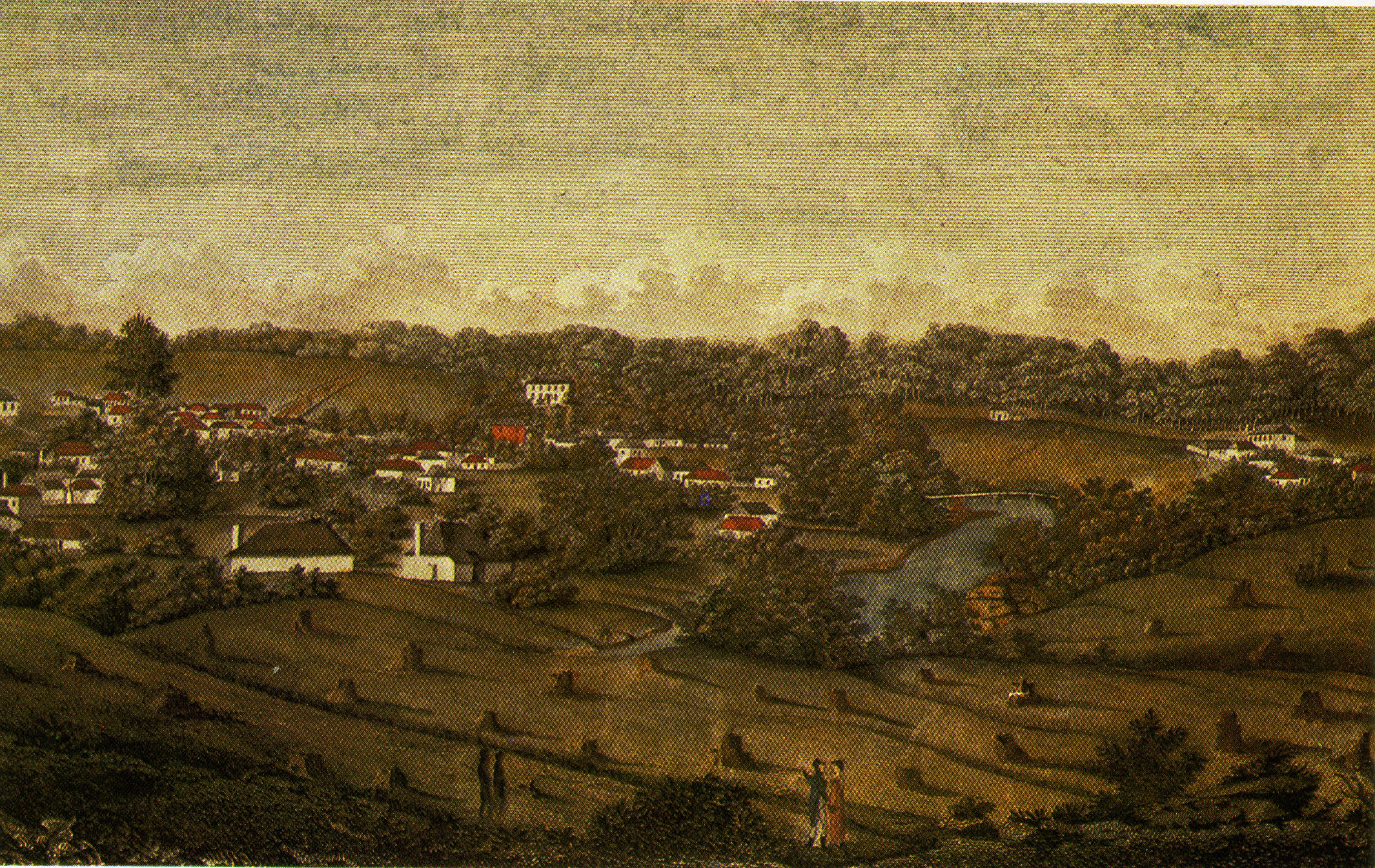
Den lilla staden Parramatta 1812.